# Henk Hoekstra
Hendrik Johan (Henk) Hoekstra (Amsterdam, 17 juni 1924 - Laren, 10 april 2009) was een Nederlands politicus. Hij was zowel Tweede als Eerste Kamerlid alsook partijvoorzitter van de Communistische Partij van Nederland (CPN).
Henk Hoekstra begon zijn werkzame leven als elektrotechnicus. In de Tweede Wereldoorlog moest hij onderduiken en deed hij verzetswerk. In 1944 sloot hij zich aan bij de (door de Duitse bezetter illegaal verklaarde) CPN. Na de oorlog werkte Hoekstra aanvankelijk als liftmonteur. Hij vervulde in de CPN een groot aantal functies. Hoekstra was hoofdbestuurder van de aan de CPN verwante jeugdorganisatie ANJV van 1949 tot 1954; hoofdbestuurder van de CPN van 1952 tot 1985; lid van de Tweede Kamer van 5 juni 1963 tot 2 december 1977 (vertrokken op eigen verzoek, en opgevolgd door Joop Wolff); daarnaast partijvoorzitter van 1968 tot 1982 en lid van de Eerste Kamer van 13 september 1983 tot 3 juni 1986.

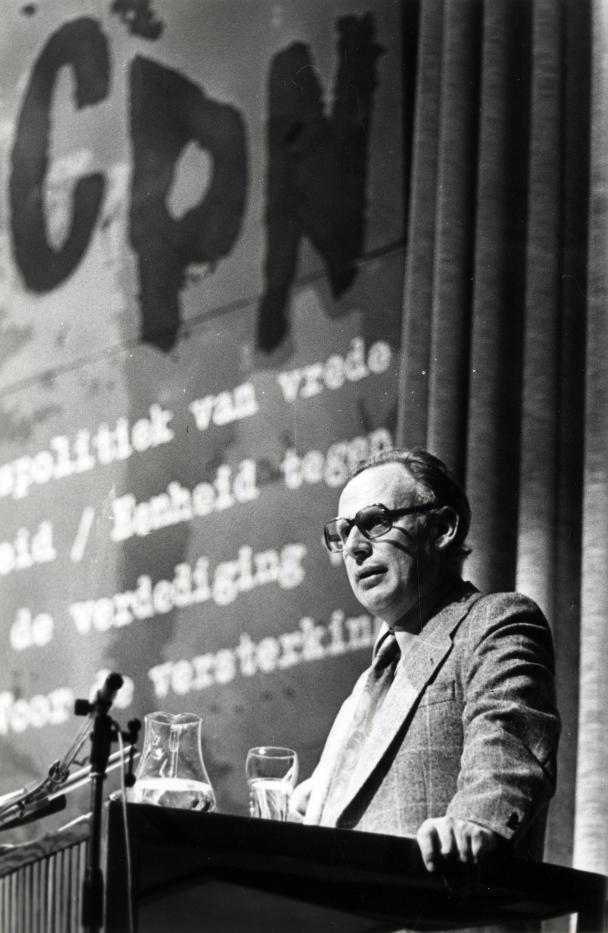
H.J. Hoekstra bij de nationale conferentie CPN (1977)

Als parlementslid liet Hoekstra met name over buitenlandse en sociale onderwerpen van zich horen. In 1972 pleitte hij op een partijcongres voor meer samenwerking tussen zijn partij en de PvdA, en meende dat de energiecrisis van 1973 kunstmatig was opgewekt door de oliemaatschappijen. In een rede voor het partijbestuur in 1974 klaagde hij dat de communicatie tussen het bestuur en de achterban was verzwakt. Hij schreef in 1981 een democratiseringsnota voor de CPN, en zou zo de weg vrij hebben gemaakt voor het opgaan van zijn partij in GroenLinks. Tijdens de Lockheed-affaire gaf Hoekstra een verklaring uit waarin hij stelde "dat het onmogelijk is prins Bernhard te handhaven in zijn functie van inspecteur-generaal van de Nederlandse krijgsmacht." Hij riep de regering-Den Uyl op "dienovereenkomstige besluiten te nemen".
Henk Hoekstra overleed op 84-jarige leeftijd.